# ليون مورغان
ليون مورغان (14 فبراير 1979 في المملكة المتحدة - ) (بالإنجليزية: Leon Morgan)‏ هو لاعب كريكت بريطاني. لعب مع Kent Cricket Board ‏.

## وصلات خارجية
- ليون مورغان على موقع إي آس بي آن كريك إنفو (الإنجليزية)